# Javier Pérez (artista visual)
Javier Pérez (1968- ) es un artista visual contemporáneo español.
Javier Pérez es un escultor reconocido por sus instalaciones artísticas de gran escala, que ha experimentado con diversos soportes y disciplinas incluyendo desde el dibujo hasta la performance. manteniendo como eje temático principal de su obra la condición humana.
Ha sido galardonado con diversos premios entre los que están el Premio Gure Artea 98 otorgado por el Gobierno Vasco y el Premio Ojo Crítico de Radio Nacional de España, ambos concedidos en el año 1998.  En 2001 representó a España en la XLIX edición de la  Bienal de Venecia, Italia.

## Biografía
Javier Pérez nació en Bilbao, Vizcaya, en el País Vasco en España el 31 de diciembre de 1968 en el seno de una familia de maestros de  origen gallego, fue el  menor de tres hermanos.
Al concluir la educación secundaria, inició su formación artística en la Facultad de Bellas Artes de la Universidad del País Vasco, estudios que compaginó con formación en danza contemporánea. Participó del Programa Erasmus, estuvo en Alemania en la  Karl Hofer Gesellschaft de Berlín y en Francia en la Escuela de Bellas Artes (ENSBA) de París. Se licenció en 1992.
En 1993, gracias a una beca de la Diputación Foral de Vizcaya para la creación artística en el extranjero, se trasladó a París para realizar el "Mastère Spécialisé" en Escuela de Bellas Artes (ENSBA) a la vez que aprovecho para completar su formación de danza.
En París recibió una beca de la Dirección Regional de Asuntos Culturales de Île-de-France (DRAC) destinada a la creación artística. Dicha beca le permitió prolongar su estancia y establecer sus primeros contactos con la escena artística francesa. En 1995 la obra del artista fue incluida en la exposición Passions privées del Museo de Arte Moderno. Al año siguiente obtuvo una segunda beca otorgada por la «Délégation aux Arts Plastiques de París» con la cual realizó su primera exposición individual titulada Rester à l'intérieur en la Galerie Chantal Crousel de París.
En 1997 su trabajo fue seleccionado por Georges Didi-Huberman para la exposición L'empreinte en el Centro Pompidou de París y unos meses más tarde presentó Estancias en el  Museo de Arte Moderno y Contemporaneo de Estrasburgo En 1998 se traslado a Barcelona donde fijo su residencia.
Ya en España, presentó Hábitos  en el Espacio Uno del Museo Nacional Centro de Arte Reina Sofía de Madrid y Mudar en la sala Rekalde de Bilbao. Ese mismo año recibió el premio "Gure Artea 1998 en el ámbito de la distinción académica" otorgado por el Gobierno Vasco.
En el año 2000 expone, como parte de una exposición colectiva de creadores vascos titulada La torre herida por el rayo: lo imposible como meta, en el bilbaíno Museo Guggenheim.

En el año 2001 fue seleccionado para representar a España en la XLIX edición de la Bienal de Venecia, y al año siguiente se instala de forma permanente la obra Un pedazo de cielo cristalizado que había concebido para la bienal veneciana, en el atrio del Artium Museoa, ubicado en Vitoria.

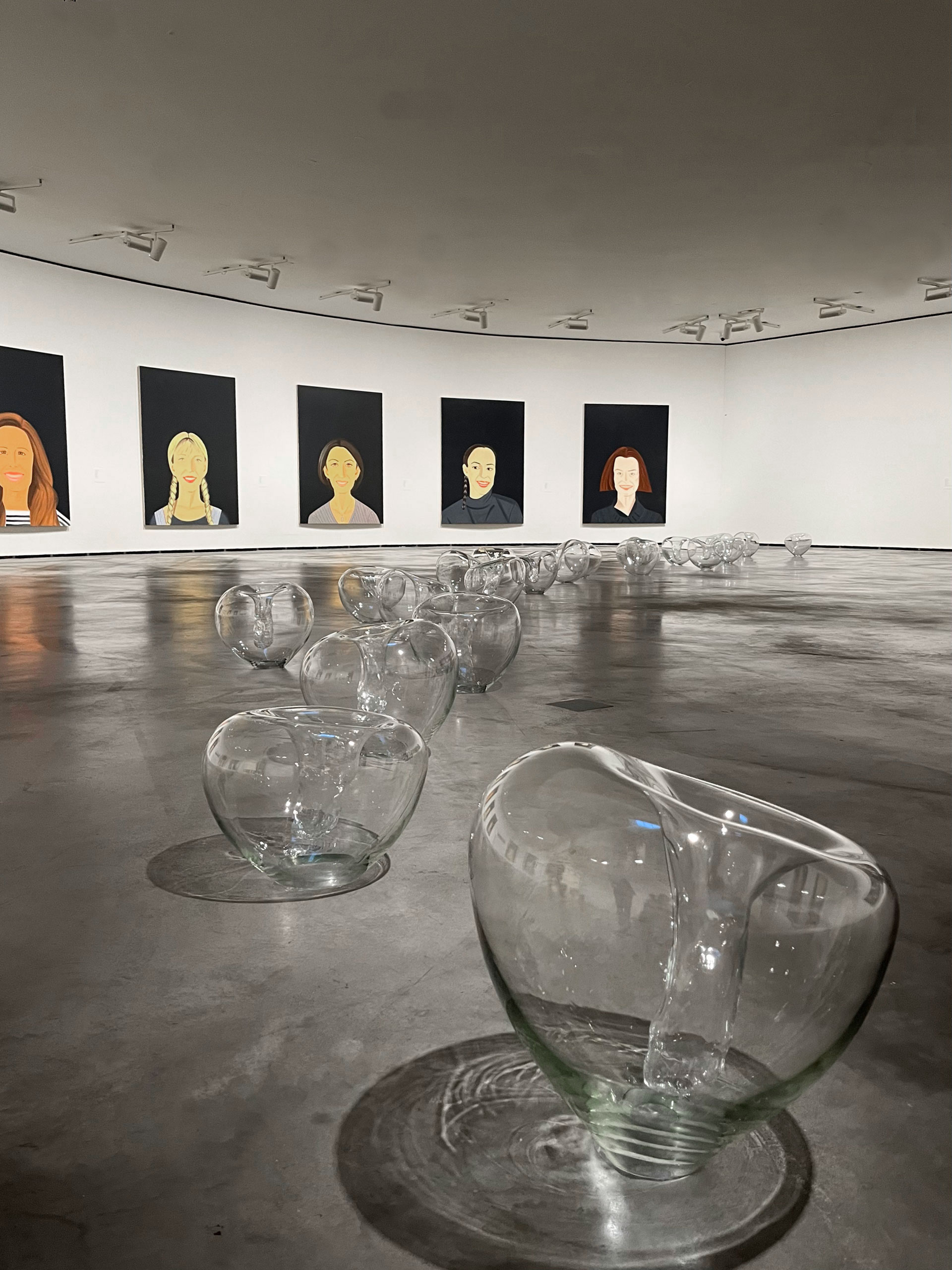
Levitas (1998) Museo Guggenheim Bilbao, 2022

En 2004 presentó Mutaciones en el Palacio de Cristal del Parque del Retiro de Madrid mediante el requerimiento del  Museo Nacional Centro de Arte Reina Sofía; Lamentaciones  que se exhibió en 2009 en el Claustro de la Catedral de Burgos y El carrusel del tiempo creada para el Festival de Salzburgo en 2012.
Ha participado en  exposiciones colectivas como El ángel exterminador  en 2010 en el Palais des Beaux-Arts de Bruselas; Glasstress, en el MAD Museum of Arts and Design de Nueva York en 2012; en 2013 participa en la exposición Donation Fondation Florence et Daniel Guerlain en el Centre Pompidou para luego participar en la exposicion I've Got Glass! a I've Got Life!  en 2015 en el Art Glass Museum de Toyama en Japón  y en  2019 presentó sus dibujos en la muestra Passion for Drawing,  en el  Albertina Museum de Viena. En 2022 volvió a Bilbao con  Sections-Intersections / 25 años de la Colección del Museo Guggenheim con motivo del aniversario de la institución. Completando ese mismo año con una exposición retrospectiva titulada Presencias Ausencias, que abarcó los últimos quince años de la carrera del artista hasta ese momento, en la Sala Kubo del Kursaal de San Sebastián.

## La obra

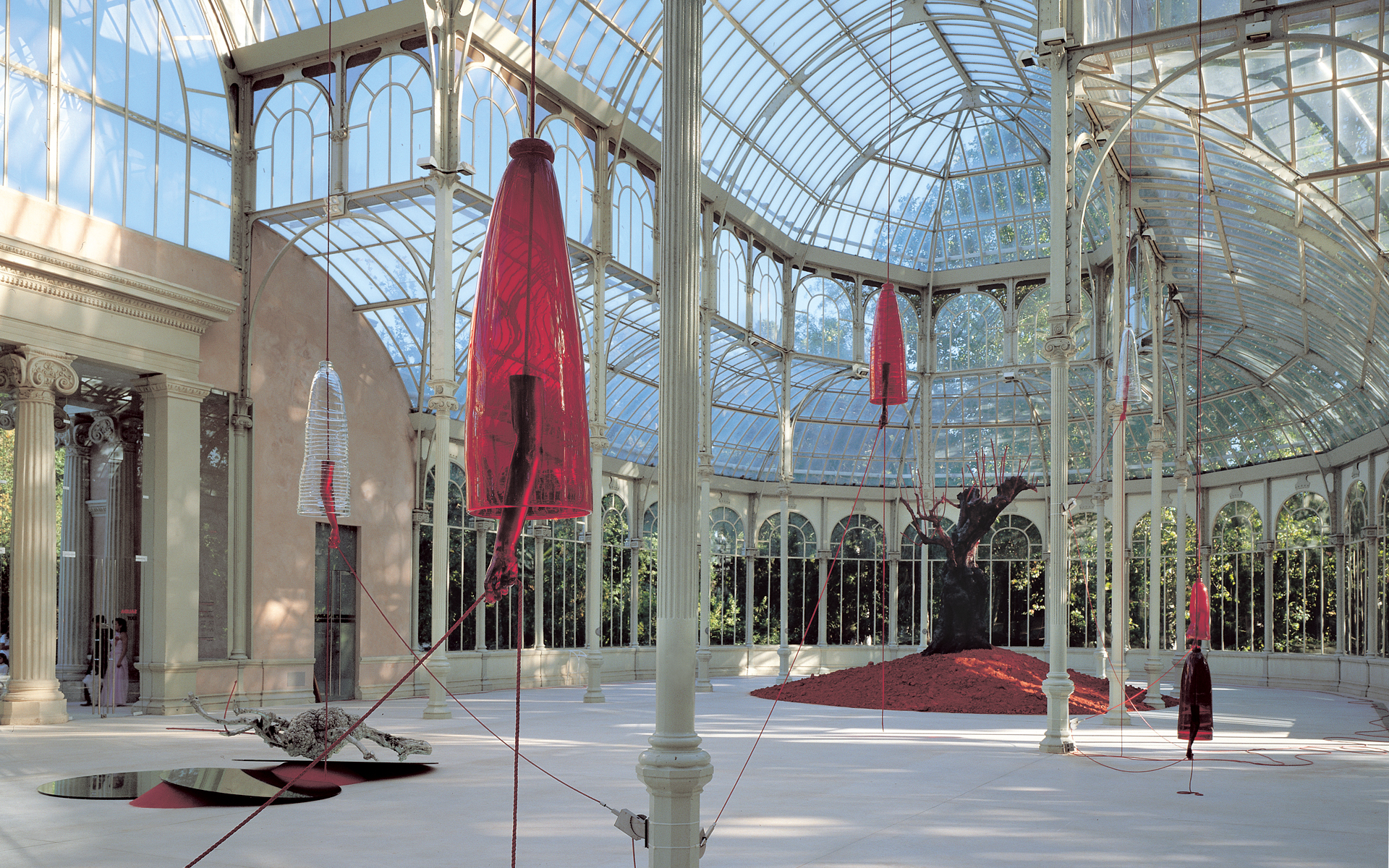
Mutaciones. Palacio de Cristal 2004, Madrid (España)

La propuesta creativa de la obra de Javier Pérez se centra en la exposición de sus indagaciones y reflexiones en torno a la condición humana y cuestiones inherentes, tales como la impermanencia, la temporalidad y la transformación biológica. Aborda dichas temáticas desde una perspectiva que trasciende el enfoque antropocéntrico establecido, proponiendo y materializando encuentros entre conceptos aparentemente antagónicos explorando sus tensiones y conciliaciones.
Javier Pérez  da a su obra un enfoque multidisciplinar en el que trabaja con diferentes soportes artísticos, como la escultura, el dibujo, la fotografía, el vídeo, la performance y la instalación artística donde usa una vasta gama de materiales desde componentes orgánicos a otros especialmente frágiles, como el vidrio soplado o la porcelana o duros como el alabastro, el mármol que complementa con elementos intangibles, tales como el sonido y el movimiento.
Algunas de sus instalaciones  más relevantes son:
- La torre de sonido (1999),[27]
- Un agujero en el techo (1999)

- Un pedazo de cielo cristalizado (2001),[28]
- La casa de pan (2001)

- Tempus Fugit (2002-2004)[29]

- Lamentaciones (2007-09)[30]

- El carrusel del tiempo (2012),[31]
- En puntas (2013) - video instalación
- Nightmares (2018)

- 60 escalones (Perpetuum Mobile) - video instalación

## Obra en colecciones públicas
- Centre Pompidou, París, Francia
- Museo Nacional Centro de Arte Reina Sofía, Madrid, España
- Museo Guggenheim Bilbao, Bilbao, España
- Artium, Vitoria-Gasteiz, España
- Museo de Bellas Artes de Bilbao, Bilbao, España
- DA2, Domus Artium 2002, Salamanca, España
- MACBA, Barcelona, España
- Speed Art Museum, Louisville, USA
- Tenerife Espacio de las Artes, Tenerife, España
- Toyama Glass Art Museum, Toyama, Japón
- Corning Museum of Glass, New York, EEUU
- Mint Museum, Charlotte, EEUU
- Würth Collection, Künzelsau, Alemania
- Heather and Tony Podesta Collection, Washington, EEUU
- Espace d’Arts Plastiques, Vénissieux, Francia
- Es Baluard, Palma de Mallorca, España
- New York Public Library, Nueva York, EEUU
- Mirabaud Contemporary Art Collection, Ginebra, Suiza
- Museum of Contemporary Art, Cracovia, Polonia
- Musée d’Art Moderne et Contemporain, Estrasburgo, Francia
- Musée des Beaux-Arts, Rouen, Francia
- Musée Réattu, Arles, Francia
- Fonds National d’Art Contemporain, Puteaux, Francia
- Iberdrola Arte, Bilbao, España
- Museo Pablo Serrano, Zaragoza, España

## Distinciones
- Gure Artea98,[32] otorgado por el Gobierno Vasco, España en 1998.

- Premio El Ojo Crítico[33] de Radio Nacional España, 1998.

- Nominación al Prix de dessin Fondation Daniel et Florence Guerlain,[34] en Francia (2007)

- Premi Ciutat de Palma Antoni Gelabert d'Arts Plàstiques,[35] Palma de Mallorca, España en 2008.

- Premio Ercilla,[36] Feria FIG Bilbao, España en 2014.